# Hassan Dakhlallah
 (avril 2025).
La mise en forme du texte ne suit pas les recommandations de Wikipédia : il faut le « wikifier ».
Les points d'amélioration suivants sont les cas les plus fréquents. Le détail des points à revoir est peut-être précisé sur la page de discussion.
- Les titres sont pré-formatés par le logiciel. Ils ne sont ni en capitales, ni en gras.
- Le texte ne doit pas être écrit en capitales (les noms de famille non plus), ni en gras, ni en italique, ni en « petit »…
- Le gras n'est utilisé que pour surligner le titre de l'article dans l'introduction, une seule fois.
- L'italique est rarement utilisé : mots en langue étrangère, titres d'œuvres, noms de bateaux, etc.
- Les citations ne sont pas en italique mais en corps de texte normal. Elles sont entourées par des guillemets français : « et ».
- Les listes à puces sont à éviter, des paragraphes rédigés étant largement préférés. Les tableaux sont à réserver à la présentation de données structurées (résultats, etc.).
- Les appels de note de bas de page (petits chiffres en exposant, introduits par l'outil «  Source ») sont à placer entre la fin de phrase et le point final[comme ça].
- Les liens internes (vers d'autres articles de Wikipédia) sont à choisir avec parcimonie. Créez des liens vers des articles approfondissant le sujet. Les termes génériques sans rapport avec le sujet sont à éviter, ainsi que les répétitions de liens vers un même terme.
- Les liens externes sont à placer uniquement dans une section « Liens externes », à la fin de l'article. Ces liens sont à choisir avec parcimonie suivant les règles définies. Si un lien sert de source à l'article, son insertion dans le texte est à faire par les notes de bas de page.
- La présentation des références doit suivre les conventions bibliographiques. Il est recommandé d'utiliser les modèles {{Ouvrage}}, {{Chapitre}}, {{Article}}, {{Lien web}} et/ou {{Bibliographie}}. Le mode d'édition visuel peut mettre en forme automatiquement les références.
- Insérer une infobox (cadre d'informations à droite) n'est pas obligatoire pour parachever la mise en page.

Pour une aide détaillée, merci de consulter Aide:Wikification.
Si vous pensez que ces points ont été résolus, vous pouvez retirer ce bandeau et améliorer la mise en forme d'un autre article.
 (mars 2025).
Motif : articles centrés de notoriété nationale sur le sujet?
- Archive Wikiwix
- Bing
- Cairn
- DuckDuckGo
- E. Universalis
- Gallica
- Google
- G. Books
- G. News
- G. Scholar
- Persée
- Qwant
- (zh) Baidu
- (ru) Yandex

| 1. | Préciser le motif de la pose du bandeau. | Précisez le motif de la pose du bandeau en utilisant la syntaxe suivante : {{admissibilité à vérifier\|date=mai 2025\|motif=remplacez ce texte par le motif}}                          |
| 2. | Informer les utilisateurs concernés.     | Pensez à avertir le créateur de l'article, par exemple, en insérant le code ci-dessous sur sa page de discussion : {{subst:avertissement admissibilité à vérifier\|Hassan Dakhlallah}} |

 (mars 2025).
L'article doit être relu — et modifié si nécessaire — par des contributeurs indépendants pour apporter un regard critique aux contributions effectuées en violation des conditions d'utilisation de Wikipédia, tant sur la forme (notamment concernant le style encyclopédique, la proportionnalité) que sur le fond (la neutralité de point de vue, la qualité et l'indépendance des sources).
Hassan Dakhlallah (né en avril 1978) est un homme d’affaires ivoiro-libanais dans le secteur du bâtiment et des travaux publics (BTP) en Côte d’Ivoire. Il est le Président-Directeur Général (PDG) de Porteo Group.

## Carrière
Avant d'être dans le secteur BTP, Hassan Dakhlallah crée la société de promotion immobilière Ekacico en octobre 2008, marquant ainsi ses premiers pas dans le domaine de l’immobilier ivoirien.
En 2011, il fonde la société Nicolas Srouji Establishment for Contracting (NSE-CI), qui deviendra plus tard Porteo BTP, une entreprise de travaux publics spécialisée dans la construction d’infrastructures routières et de génie civil comptant 10 000 collaborateurs, issus de 23 nationalités implanté en Côte d’Ivoire, au Gabon, au Bénin, au Togo et au Sénégal.
Sous l’impulsion d’Hassan Dakhlallah, Porteo Group met l’accent sur l’innovation et la responsabilité environnementale, intégrant des pratiques éco-responsables dans ses processus de construction et se diversifiant dans l'agroalimentaire depuis janvier 2024.[Quand ?]. "
En août 2024, lors des célébrations de l’indépendance de la Côte d’Ivoire, Hassan Dakhlallah est décoré pour sa contribution au développement économique et social du pays.